# 馬布爾鎮區 (阿肯色州麥迪遜縣)
馬布爾鎮區（英語：Marble Township）是位於美國阿肯色州麥迪遜縣的一個行政鎮區。

## 地方資料
根據2010年美國人口普查的數據，馬布爾鎮區的面積為42.70平方千米，當中陸地面積為42.30平方千米，而水域面積為0.40平方千米。當地共有人口318人，而人口密度為每平方千米7人。